# Orden Martinista
El martinismo u orden Martinista se refiere a una forma de misticismo cristiano y cristianismo esotérico cuyas ideas se centran en la caída del primer hombre, su estado materialista de ser, privado de su propia y divina fuente, y el proceso de regreso final (si no inevitable), llamado «reintegración».
Como tradición mística, la Orden Martinista de línea francesa fue instalada hacia 1890 por Gerard Anaclet Vincent Encausse «Papus» y Augustin Chaboseau, entre otras personalidades del esoterismo, para transmitir la iniciación y doctrina de Martínez de Pasqually y de Louis Claude de Saint-Martin, de quien la Orden toma el nombre. Aunque se ha dicho que la línea de herencia desde Saint-Martin llegó a Rusia y allí la proveyeron de una ritualística que fue recuperada por Robert Ambelain. Aunque es apreciable que el Martinismo de Papus tuvo una ritualística que pudo ser traída de las logias moscovitas y ucranianas de lo cual solamente se puede presumir en razón a la organización de los primeros Templos martinistas papusianos.
Siguiendo la obra de Martínez de Pasqually, El Tratado de la Reintegración de los Seres a sus originales virtudes, poderes y cualidades, la Orden busca la Reintegración del hombre a sus condiciones anteriores a la caída.
La Orden está dividida en cuatro grados:
- Asociado
- Iniciado
- Superior Desconocido ("S.I.") o Superior Incógnito
- Superior Incógnito Iniciado, S. I. I.

Solamente los iniciados del último grado tienen la capacidad de iniciar nuevos Martinistas. Esta es una nota característica del Martinismo, pues un «S.I.I.» puede iniciar libremente sin estar atado a estructura alguna. Justamente esta peculiaridad hace que existan diversas subórdenes martinistas todas las cuales pueden atribuirse ser transmisoras de una iniciación legítima.
Los principales linajes de la herencia iniciática son dos, la llamada línea «rusa» y la «francesa», siendo ambas apreciadas y reconocidas por igual entre los martinistas. También es importante anotar que Papus tuvo noticia del Martinismo ruso en razón a su amistad con el zar Nicolás II, martinista él, y de la forma ritual en que se desarrollaron los trabajos y estudios martinistas en la corte del zar y en el medio de los místicos, masones e intelectuales rusos.

## La Orden Martinista asociada a la Masonería Egipcia
El martinismo papusiano fue asociado a comienzos de siglo XX a las actividades místicas y espiritualistas de la Masonería Egipcia del Rito Antiguo y Primitivo de Menfis - Mizraim pues Papus mismo era el Gran Maestro para Francia. Jean Bricaud, igualmente alto masón egipcio, y Papus, construyeron un entorno que recopilaba en términos iniciáticos lo más excelso del esoterismo de su tiempo y de antiguos conocimientos iniciáticos, por ello, decidieron asociar a la Masonería Egipcia el legado de la Orden Martinista y además, el legado gnóstico de Jules Doniel con su Iglesia Gnóstica la cual fue dirigida por el Gran maestro Bricaud y de la cual Papus era obispo. En adelante, las tres tradiciones estarían juntas hasta los tiempos actuales: Masonería Egipcia, Martinismo ruso y papusiano y la Iglesia Gnóstica.

## El Martinismo ruso
Posteriormente, el gran escritor y Gran Maestro masón Robert Ambelain refunda el Martinismo ruso en Francia, extinto en territorio ruso y ucraniano por el advenimiento de la Unión Soviética; un martinismo que él había recibido de masones y martinistas rusos y crea en junio de 1968 la Orden Martinista Iniciática - OMI a la cual provee de una Maestría Mundial única con él como primer Gran Maestro. Esa Orden Martinista Iniciática se extendió por toda Europa y llega a América Latina si bien, ya había martinistas rusos no papusianos desde el primer cuarto del siglo XX.

## Martinismo ambeliano
Divide en tres secciones o Templos la Orden interior: teúrgico, sacerdotal y caballeresco.
En el primer Templo está el Martinismo con sus cuatro grados. 
En el segundo Templo están los aspectos teúrgico, sacerdotal y caballeresco: en el primero el Rito de los Caballeros Elegidos Elus Cohen, en el segundo la Iglesia Gnóstica de Bricaud (Galicana) y en el tercero el Gran Priorato que tiene los últimos grados del Rito Escocés Rectificado. La dirección o dirección de esta Orden Interior recae en el Soberano Santuario de los Caballeros de Palestina que en la práctica es un grado V° exterior Martinista que solamente se puede dar cuando el esquema de los tres Ritos sea completado.
El tercer Templo está la Orden Hermética de la R+C.

## El Martinismo asociado a la Masonería Escocesa
El discípulo masónico del Maestro Joaquín Pasqualy, Jean Baptist Willermoz, fue un gran escritor y filósofo de la Orden Masónica de los Caballeros Elegidos Elus Cohen del Universo. Fundó el Rito Escocés Rectificado el que aún funciona en Europa y América Latina especialmente, y hay algunas logias que asocian al Martinismo como extensión iniciática y filosófica de su Rito.